# Легуан
Острів Легуан — невеликий острів, розташований у дельті річки Ессекібо на узбережжі Гаяни, Південна Америка. Острів має форму крила чайки, довжину 9 миль (14 км) і ширину 2 милі (3,2 км) у найширшому місці, що робить його площу приблизно 12 миль (19 км) квадратними. Коли поселенці вперше прибули на острів, вони знайшли багато ігуан, звідси і назва острова Легуан (легуан — голландське слово, що означає «ігуана»).

## Демографія
Станом на 2018 рік населення Легуана становить 2500 осіб, які проживають у 36 селах. Поселення включають Мерівілль, Ле Багатель, Річмонд Хілл і Уніформ.
За останнє десятиліття населення досить швидко скоротилося, оскільки жителі переїжджають до більш урбанізованих частин Гаяни або мігрують, часто до США, Канади, Великої Британії або на різні острови Карибського басейну. Легуан — це передусім громада, що займається вирощуванням рису та розведенням великої рогатої худоби. Інші професії на острові включають державне управління, викладання, охорону здоров'я та поліцію.
Приблизно 82 % легуанців мають східноіндійське походження, а 17 % — африканське. Решта, приблизно 1 % населення, — це іноземці китайського, канадського, американського та англійського походження, більшість з яких беруть участь у роботі з розвитку громади разом з релігійними або державними організаціями. Більшість жителів Легуану сповідують індуїзм. Меншість сповідує іслам, християнство і растафаріанство. Легуан розташований на річці Ессекібо, поруч з іншим островом під назвою Вакенаам. На острові розташовано 6 рисових заводів; найбільші з них — Мустафа Паша, Басеран Паша, Чандс, RN Persaud & Company LTd та Ojha's. Основним видом транспорту на Легуані є велосипед, а також деякі послуги таксі, але немає автобусів. Багато людей також мають мотоцикли. Невелика група людей також має автомобілі.

## Інфраструктура
На острові знаходиться регіональний урядовий офіс для островів Ессекібо. Регіональний офіс обслуговує інші населені острови дельти річки Ессекібо, острів Вакенаам та острів Хогг. У Легуані є п'ять початкових шкіл і одна середня школа. Середня школа наразі обслуговує близько 300 учнів з сьомого по одинадцятий класи або з першого по п'ятий класи.
Легуан обслуговується Департаментом транспорту і гаваней Гаяни, який забезпечує два щоденні рейси в обидва кінці до Паріки і назад великими моторними суднами, однак з 2020 року кількість рейсів було скорочено через COVID-19. Багато мешканців Легуану їздять за покупками на ринки просто неба у Паріці, що відбуваються щочетверга та щонеділі. Незалежні швидкісні катери-таксі також регулярно обслуговують острів з пристані Паріка. Електропостачання на Легуані з'явилося лише у 1997 році від компанії Guyana Power & Light, а телефонний зв'язок, як стаціонарний, так і мобільний, — у 1999 році від Guyana Telephone & Telegraph. На острові є три основні дороги з твердим покриттям, дві з яких проходять вздовж північного і південного узбережжя, а також дорога, що перетинає острів, з'єднуючи прибережні дороги. У 2005 році уряд Гаяни побудував на острові притулок для туристів.